# Juan Mora Insa
Pour les articles homonymes, voir Mora.
Juan Mora Insa (Escatrón, 1880 - Saragosse, 1954) est un photographe espagnol aragonais.

## Biographie
Disciple de Ignacio Coyne, il collabora au journal Heraldo de Aragón. Il réalisa de nombreuses cartes postales d'Aragon, se déplaçant à bicyclette malgré l'amputation d'une jambe.
Mora Insa fut employé par la Confédération hydraulique de l'Èbre de 1929 à 1954. Cette institution civile fut la première en Espagne à utiliser la photographie aérienne pour cartographier sa juridiction.
Le travail documentaire de Mora Insa comprend aussi des clichés du patrimoine architectural aragonais, commandé par le ministère de l'Éducation, qui permit de décompter les monuments détruits ou transformés. 
Le fonds photographique de Mora Insa est aujourd'hui propriété du gouvernement de la communauté autonome d'Aragon.

## Source
- (es) Cet article est partiellement ou en totalité issu de l’article de Wikipédia en espagnol intitulé « Juan Mora Insa » (voir la liste des auteurs).